# نورکلومیپرامین
نورکلومیپرامین(به انگلیسی: Norclomipramine)، همچنین با نام N-دسمتیل‌کلومیپرامین و کلردسیپرامین نیز شناخته می شود، متابولیت فعال اصلی داروی ضدافسردگی سه‌حلقه ای (TCA) کلومیپرامین (Anafranil) است.